# Chionaema soror
Chionaema soror là một loài bướm đêm thuộc phân họ Arctiinae, họ Erebidae.